# Lievito chimico

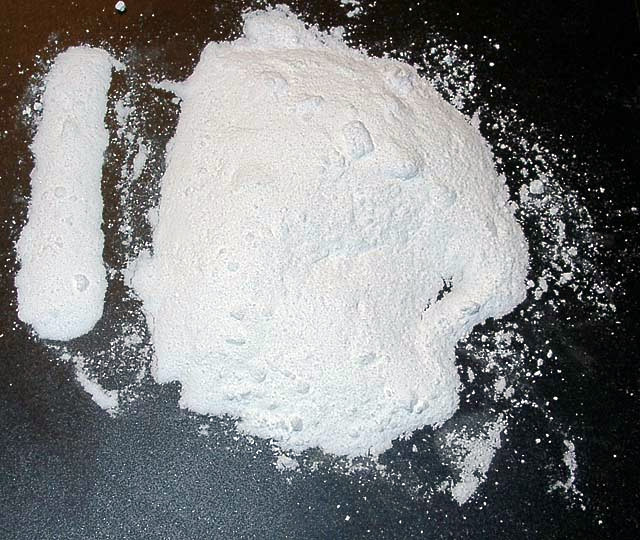
Lievito chimico

Il lievito chimico è un agente lievitante secco composto da una base debole e da un acido debole. Si usa per aumentare il volume e per alleggerire la consistenza dei prodotti da forno. Il lievito chimico funziona grazie a una reazione acido-base che rilascia bolle di anidride carbonica nella pastella o nell'impasto che si allargano e lo fanno lievitare. È utilizzato al posto del lievito di birra in quei prodotti dove gli aromi prodotti dalla fermentazione non sarebbero graditi o nei casi in cui la pastella è priva della struttura elastica in grado di trattenere le bolle di gas per più di qualche minuto. La reazione acido-base produce anidride carbonica più velocemente della fermentazione.
La maggior parte delle polveri lievitanti è costituita da un componente alcalino (solitamente bicarbonato di sodio), da uno o più sali acidi (come il cremor tartaro, che è un sale dell'acido tartarico) e da un amido inerte (perlopiù amido di mais ma anche fecola di patate). Il bicarbonato di sodio è la sorgente dell'anidride carbonica, e la reazione acido-base può essere genericamente rappresentata così:
NaHCO3 + H+ → Na+ + CO2 + H2O
L'amido inerte ha varie funzioni nel lievito chimico. Prima di tutto assorbe l'umidità in modo da prolungare la durata del prodotto mantenendo secchi i componenti alcalini e acidi e quindi evitando che reagiscano prematuramente. La polvere secca scivola meglio e si miscela più facilmente. Infine, una quantità di prodotto maggiore permette un dosaggio più accurato.
L'acido presente nella polvere lievitante può essere ad azione lenta o rapida. Un acido ad azione rapida reagisce con il bicarbonato di sodio nella miscela umida a temperatura ambiente mentre un acido ad azione lenta reagirà soltanto quando verrà scaldato nel forno. Le polveri lievitanti che contengono sia acidi ad azione rapida che lenta sono dette a doppia azione; quelle che contengono solo un tipo di acido sono dette a singola azione. Le polveri a doppia azione, dal momento che provocano una seconda lievitazione nel forno, sono più affidabili dal momento che diventa meno critico il tempo che passa dalla fase di impasto a quella della cottura e quindi sono quelle maggiormente diffuse attualmente. Le polveri lievitanti a doppia azione funzionano in due fasi: una a freddo e una a caldo. Fra gli acidi che lavorano a bassa temperatura vi sono il cremore di tartaro (azione rapida durante la miscelazione) e il fosfato monocalcico (azione rapida durante la miscelazione). Fra gli acidi che funzionano ad alta temperatura si annoverano il solfato di sodio alluminio (azione lenta attivata dalla temperatura), il fosfato di sodio alluminio (attivato a 38-40C),  il pirofosfato acido di sodio (azione lenta dopo la miscelazione), il fosfato di dimagnesio (attivato a 40-44C) ed il fosfato diidrato di calcio (attivato a 57-60C)

## Storia
La lievitazione chimica inizialmente era ottenuta attivando il bicarbonato di sodio in presenza di liquidi e un acido come la panna acida, l'aceto, il succo di limone o il cremore di tartaro. Tutti questi acidi reagiscono con il bicarbonato di sodio rapidamente facendo sì che la ritenzione delle bolle di gas dipendesse dalla viscosità della pastella ed era necessario cuocere l'impasto prima che le bolle di gas avessero il tempo di fuoriuscire. Lo sviluppo della polvere lievitante permise di produrre un sistema con il quale la reazione che produce il gas può essere ritardata quanto necessario.
Anche se molti lieviti in polvere erano già in commercio nella prima metà del XIX secolo, le varianti moderne furono scoperte da Alfred Bird nel 1843. August Oetker, un farmacista tedesco, rese il lievito chimico molto popolare quando cominciò a vendere la miscela alle massaie. La ricetta che egli creò nel 1891 in Germania è ancora venduta con il nome di Backin. Oetker iniziò la produzione di massa del lievito in polvere nel 1888 e lo brevettò nel 1903.
Dopo la guerra civile americana Joseph e Cornelius Hoagland svilupparono una polvere lievitante con l'aiuto di un loro impiegato e la loro formulazione diventò conosciuta con il nome di Royal Baking Powder. La piccola compagnia infine si trasferì a New York intorno al 1890 e divenne il più grande fabbricante di lievito chimico.
Eben Norton Horsford, uno studente di Justus von Liebig, che iniziò a studiare il lievito chimico nel 1856, giunse a svilupparne una varietà che denominò in onore di Benjamin Thompson, Conte di Rumford. A partire dalla metà degli anni 1860 la "Horsford's Yeast Powder" fu sul mercato sotto forma di agente lievitante premiscelato invece che confezioni separati di fosfato acido di calcio e di bicarbonato di sodio. Questo era confezionato in bottiglie ma Horsford era interessato a usare lattine metalliche; questo richiedeva che la miscela fosse maggiormente resistente all'umidità. Ciò venne ottenuto aggiungendo amido di mais e nel 1869 Rumford iniziò a fabbricare quello che può essere veramente considerato lievito chimico.
Durante la Seconda guerra mondiale, Byron H. Smith, un inventore di Bangor, Maine, creò un prodotto sostitutivo per le massaie statunitensi che non erano in grado di avere cremore di tartaro o lievito chimico a causa della scarsità di cibo dovuta alla guerra. Smith mise in vendita una miscela di pirofosfato di sodio miscelato con amido di mais per rimpiazzare il cremore di tartaro con il nome di "Bakewell". Quando miscelato con il bicarbonato di sodio, il prodotto si comportava come una polvere lievitante a singola azione, la sola differenza era che la componente acida era il pirofosfato di sodio.
Nel 2006 lo sviluppo della Rumford Baking Powder fu insignito del National Historic Chemical Landmark per aver reso la fabbricazione dei prodotti da forno più facile, veloce e affidabile.

## Uso
Generalmente un cucchiaino da tè (5 ml) di lievito chimico è usato per far lievitare un impasto prodotto con una tazza (200-250 ml) di farina, una tazza di liquido e un uovo. Ad ogni modo, se la miscela è acida, l'acido aggiuntivo contenuto nella polvere lievitante non reagisce e questo può lasciare un retrogusto indesiderato alla preparazione. L'acidità può essere causata da ingredienti come il latticello, il limone, lo yogurt, agrumi o miele. Quando è presente una quantità di acido eccessiva, una parte della polvere lievitante va sostituita con del bicarbonato di sodio. Per esempio, una tazza di farina, un uovo e una tazza di latticello richiedono solo ½ cucchiaino da te di polvere lievitante—il resto della lievitazione è ottenuta dalla reazione fra gli acidi contenuti nel latticello e ¼ di cucchiaino da tè di bicarbonato di sodio.
D'altra parte, se la polvere lievitante contiene pirofosfato acido di sodio, un eccesso di sostanze alcaline può a volte deprotonare l'acido in due fasi invece che una come normalmente accade, causando un gusto amaro nel prodotto finale. I composti di calcio e di alluminio non presentano questo problema perché i composti di calcio che si deprotonano due volte sono insolubili in acqua e quelli di alluminio non si deprotonano in questo modo.
L'umidità ed il calore possono provocare nel tempo una diminuzione dell'efficacia della polvere lievitante per cui i prodotti in commercio indicano una data di scadenza arbitraria. Riguardo alla data di scadenza, l'efficacia del prodotto può essere testata mettendo un cucchiaino di prodotto nell'acqua calda, se frizza energicamente è ancora valido.

## Sostituzione nelle ricette
Il lievito chimico è generalmente solo una miscela di bicarbonato di sodio e di un acido, pertanto numerose sostanze acide usate in cucina possono essere miscelate con il bicarbonato di sodio per simulare le polveri lievitanti commerciali. L'aceto (acido acetico diluito), specialmente l'aceto bianco, è un comune acidificante usato per la lievitazione; per esempio molte ricette di torte di cioccolato casalinghe prevedono l'uso di uno o due cucchiai da tavola di aceto. Quando una ricetta già prevede l'utilizzo del latticello o dello yogurt, il bicarbonato di sodio può essere utilizzato senza o con una minore quantità di cremore di tartaro. In alternativa, si può sostituire una parte del liquido con il succo di limone per reagire con il bicarbonato di sodio.
In passato, quando il bicarbonato di sodio non era comunemente disponibile, si usava la liscivia, specialmente per produrre confetti. Anche la cenere di legna è debolmente alcalina. Per preparare la liscivia, veniva usato un pugno di cenere presa dal camino in una grossa caraffa d'acqua. È preferibile utilizzare la cenere prodotta da legni duri come l'acero e il frassino piuttosto che quelli resinosi e non dovrebbe essere usata se il legno non è stato completamente bruciato. La liscivia deve essere bollita poi lasciata riposate una notte, il liquido viene poi filtrato attraverso un tessuto e poi è pronto per l'uso. Molte ricette tradizionali prevedono l'uso della liscivia al posto del bicarbonato di sodio per via delle sue qualità uniche: per esempio la liscivia fatta gocciolare sull'olio vegetale caldo si rapprende in una miscela gelatinosa.

## Uso di composti dell'alluminio
Le polveri lievitanti sono disponibili sia con che senza composti dell'alluminio. Alcuni preferiscono non usare lievito chimico contenente alluminio perché credono che dia al cibo un sapore leggermente metallico.